# نيل ماهوني
نيل ماهوني (بالإنجليزية: Neil Mahoney) هو مدرب كرة سلة أمريكي، ولد في 21 نوفمبر 1906، وتوفي في 23 مايو 1973.

## روابط خارجية
- نيل ماهوني على موقعبيزبول رفرنس.كوم (الدوري الثانوي) (الإنجليزية)